# Richard W. Hamming
Richard Wesley Hamming (født 11. februar 1915 i Chicago, død 7. januar 1998) var en amerikansk matematiker, der er kendt for konstruktion af fejl-korrigerende koder og digitale filtre.
Han fik en bachelorgrad fra Chicagos Universitet i 1937, en mastergrad fra Nebraskas Universitet i 1938 og en ph.d.-grad fra Illinois' Universitet i 1942. I slutningen af 2. verdenskrig kom han til at arbejde i Manhattan-projektet ved Los Alamos hvor han vedligeholdt computere der blev brugt i forbindelse med konstruktionen af atombomben. Efter at Manhattan-projektet sluttede fik han i 1946 arbejde ved Bell Telephone Laboratories i New Jersey hvor han kom til at arbejde i en gruppe ("Young Turks") sammen med Claude E. Shannon, Donald P. Ling og Brockway McMillan. Der udviklede han fejl-korrigerende koder ("Hamming-kode"), og indenfor digitale filtre er hans navn tilknyttet en funktion kaldet Hamming-vindue.
Hans sidste job var ved Naval Postgraduate School i Monterey, Californien.

## Henvisning
- Tekla S. Perry, "Richard W. Hamming", IEEE Spectrum, 30(5):80+, maj 1993.

1. ↑  Navnet er anført på engelsk og stammer fra Wikidata hvor navnet endnu ikke findes på dansk.